# Lin Der-Chang
Lin Der-Chang es un deportista taiwanés que compitió en judo adaptado. Ganó una medalla de bronce en los Juegos Paralímpicos de Barcelona 1992 en la categoría de –86 kg.

## Palmarés internacional
| Representando a China Taipéi |                    |                   |           |
| Juegos Paralímpicos          |                    |                   |           |
| Año                          | Lugar              | Medalla           | Categoría |
| 1992                         | Barcelona (España) | Medalla de bronce | –86 kg    |